# Брезен (Болгарія)
Бре́зен (болг. Брезен) — село в Кирджалійській області Болгарії. Входить до складу общини Ардино.

## Населення
За даними перепису населення 2011 року у селі проживали 213 осіб, з них 206 осіб (98,1%) — турки.
Розподіл населення за віком у 2011 році:
Динаміка населення: